# Xiphophyllum acuminatum
Xiphophyllum acuminatum är en insektsart som först beskrevs av Brunner von Wattenwyl 1895.  Xiphophyllum acuminatum ingår i släktet Xiphophyllum och familjen vårtbitare. Inga underarter finns listade i Catalogue of Life.